# (17103) Kadyrsizova
Kadyrsizova (asteroide n.º 17103) es un asteroide del cinturón principal, a 2,6051943 UA. Posee una excentricidad de 0,0821077 y un período orbital de 1 746,5 días (4,78 años).
Kadyrsizova tiene una velocidad orbital media de 17,67944135 km/s y una inclinación de 1,99833º.
Este asteroide fue descubierto el 10 de mayo de 1999 por LINEAR.